# Quête (jeu de rôle)
Pour les articles homonymes, voir quête.

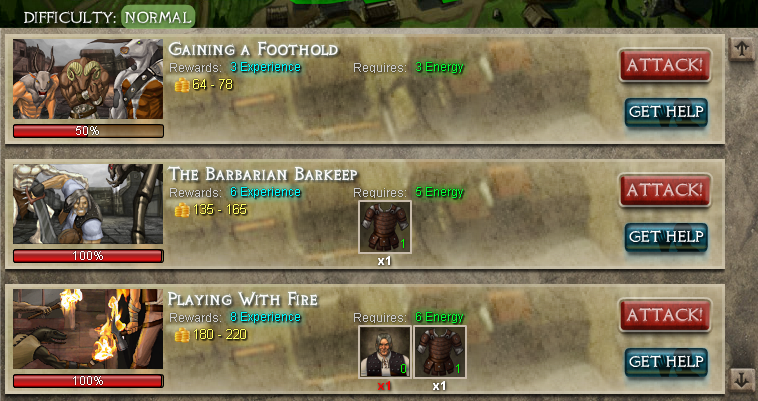
Même collection mais en anglais

Dans un jeu de rôle ou un jeu vidéo, une quête est un type de scénario : c'est une opération à accomplir afin d'obtenir une récompense,. La quête est habituellement donnée par un personnage non-joueur, le « donneur d'ordre ».

## Types de quêtes
Bien qu'il n'y ait virtuellement pas de limite, les quêtes les plus courantes consistent à :
- aller parler à quelqu'un ;
- apporter quelque chose (fourni par le donneur de quête) à quelqu'un ;
- trouver quelque chose et le rapporter au donneur de quête ;
- trouver quelque chose et le rapporter à quelqu'un ;
- tuer quelqu'un et revenir voir le donneur de quête ;
- tuer quelqu'un pour obtenir quelque chose et le rapporter au donneur de quête ;
- tuer quelqu'un pour obtenir quelque chose et le rapporter à quelqu'un ;

Il est également possible d'intégrer une limite de temps. Le nombre de quêtes simultanées autorisées par personnage est variable et parfois infini.

## Résolution
Les quêtes impliquent souvent des choix et demandent au joueur une réflexion sur l'action a entreprendre et des conséquences qui en découlent — l'âme même du jeu de rôle diront certains.
Les récompenses peuvent parfois varier selon la méthode de résolution de la quête et quelques fois selon le statut de fin de quête.

### Statut de fin de quête
Le « statut de fin de quête » (parfois abrégé SFQ ou SDFQ) désigne l'écart entre l'objectif de la quête et la situation à la fin de l'aventure. Cela répond globalement à la question :
La quête est-elle terminée selon les critères du donneur d'ordre
On distingue donc :
- la fin « normale » : l'objectif est rempli, totalement ou partiellement, les personnages joueurs obtiennent la contrepartie du marché (récompense), variable selon la résolution ;
- la fin est dite « erronée »
  - récompense hors quête : les personnages joueurs ne remplissent pas les objectifs du donneur d'ordre, mais obtiennent tout de même une récompense ;
  - quête abandonnée : les personnages joueurs n'ont aucune récompense, l'échec de la quête peut avoir des conséquences dramatiques ;
  - quête échouée : idem.

### Récompenses
Une quête est la recherche d'une récompense spécifique par contraste avec le fait de simplement gagner à un jeu.
Les récompenses apportées par une quête sont généralement parmi les suivantes :
- obtention d'argent ;
- obtention d'équipement ;
- amélioration d'une ou de plusieurs objets du joueur ;
- obtention d'expérience ;
  - ajout d'une compétence ;
  - amélioration d'une compétence ;
- perte d'un désavantage (guérison d'une maladie, d'une infirmité, levée d'une malédiction) ;
- accomplissement du devoir moral, libération d'une obligation morale ou religieuse, délivrance d'un serment.

Il est parfois nécessaire de choisir entre plusieurs types de récompenses, ou entre plusieurs récompenses pour un type. La récompense n'est pas toujours tangible, car une quête peut n'avoir d'intérêt que par les autres quêtes qu'elle déverrouille ou parce qu'elle permet de progresser dans l'intrigue.

## Séquences
Il est fréquent qu'une fois la quête accomplie, une autre quête soit déclenchée. Cela forme une séquence de quêtes. Les quêtes ainsi regroupées ont souvent une thématique commune et sont généralement représentatives d'un enchaînement logique. Il est également possible qu'un donneur de quête fournisse plusieurs quêtes simultanément.

## Quête secondaire et principale
Une quête annexe ou sous-quête est une aventure optionnelle, qui se déroule en marge de la quête principale. Les quêtes annexes permettent habituellement au joueur de trouver de nouvelles armes et objets, qui l'aideront à compléter sa quête principale. D'autres quêtes auront pour but de faire découvrir au joueur des aspects inconnus du passé ou du caractère des personnages.
Son but principal est de prolonger la durée de vie d'un jeu, et à plus forte raison celle des jeux de rôle, catégorie de jeux qui possèdent une durée de vie finie et dont la réutilisation ultérieure perd de l'intérêt de par l'achèvement de l'histoire (contrairement à un jeu de sport, de stratégie ou de plate-forme par exemple, dans lesquels le scénario n'est pas le point central). Cette notion de facultativité est importante, elle permet au joueur de décider si cette quête est importante pour lui ou non. Elle donne une sensation de liberté.